# Liqiao, Anhui
Liqiao (kinesiska: 狸桥) är en köping i östra Kina. Den ligger i stadsdistriktet Xuanzhou i staden Xuancheng i provinsen Anhui, omkring 170 kilometer sydost om provinshuvudstaden Hefei. Antalet invånare är 48 025. Befolkningen består av 24 417 kvinnor och 23 608 män. Barn under 15 år utgör 60 %, vuxna 15-64 år 67 %, och äldre över 65 år 13,0 %.